# 福佳白啤酒
福佳（荷蘭語發音：[ˈɦuɣaːrdə(n)] ⓘ）是比利時的啤酒品牌之一，以專門製作傳統風味的比利时白啤酒（Witbier）而聞名。由比利時人皮耶·塞利斯（Pierre Celis）於1966年創立的豪格登酒廠目前是另一個比利時啤酒品牌時代啤酒（Stella Artois）的子品牌之一，而後者則是酒業集團安海斯-布希英博（Anheuser-Busch InBev）的一部份。
豪格登酒廠所在地——比利時城鎮胡哈尔登（Hoegaarden），早自中世紀時，就已經在當地修道院僧侶的協助下，建立起傳統的啤酒製造產業。當地所盛行的是一種利用布拉班特（Brabant）地區盛產的小麥為主原料，並使用上發酵工法為基礎，以香料調味的比利時白啤酒。但該產業在20世紀開始式微，最後一家當地酒廠Tomsin於1957年關閉。原本曾在Tomsin酒廠工作過、酒廠關閉後以送牛奶為業的塞利斯為了恢復獨特的福佳口味，以10年時間鑽研配方。並在1966年時在自己的倉庫裡建立了一個小酒廠。他使用水、酵母、小麥、蛇麻草、香菜及庫拉索橙皮等材料去釀製啤酒，並將他的啤酒品牌命名為「De Kluis」（荷蘭語中意指「隐士居所」）。隨著需求的增長，塞利斯於1980年代初期收購了Hougardia蒸餾廠，並將之改為啤酒廠。由於塞利斯自詡為胡哈爾登啤酒產業的正統傳人，因此在豪格登啤酒的標籤上，都可以見到「1445年」的字樣（相傳當地的啤酒製造淵源可以回溯到的年份）。
在經歷1985年的一場火災後，比利時多間酒廠均向福佳提供協助，其中比利時最大的啤酒廠時代啤酒（本身是英特布魯Interbrew集團的一部份，該集團在與巴西的AmBev合併後改名為英博集團，InBev）向福佳提供貸款重建酒廠。有了龐大資金的挹注酒廠的營運大幅成長，但在同時塞利斯也逐漸感受到Interbrew透過債權的持有向他施壓，改變啤酒配方以迎合市場。1987年時，塞利斯決定把福佳酒廠的全部股權出售，舉家搬至美國德克薩斯州的奧斯汀，另行開設塞利斯酒廠（Celis Brewery），繼續沿用原有配方，出產正宗的福佳酒。

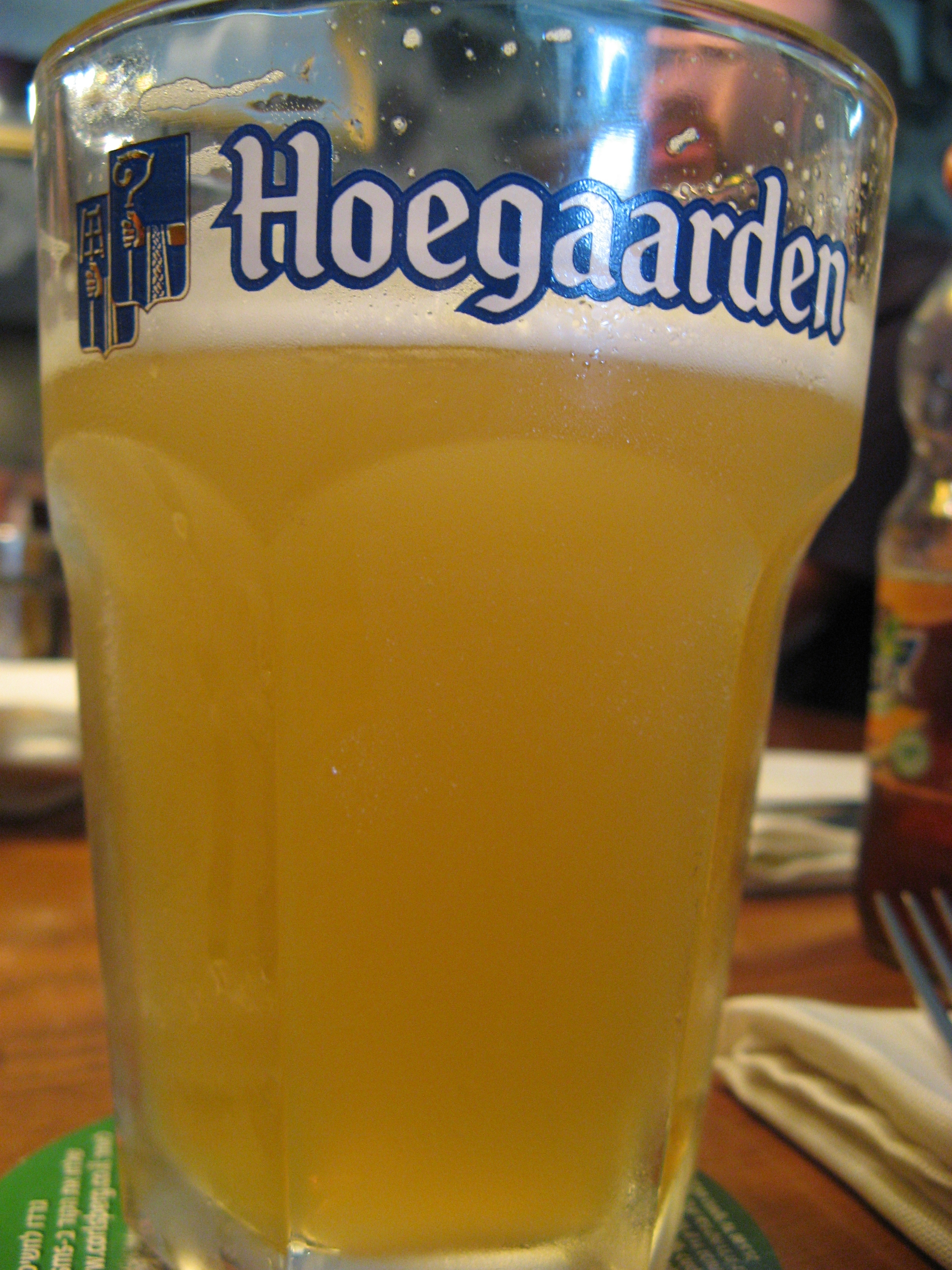
一杯福佳白啤酒。